# Estadio Umuganda
El Estadio Umuganda (en francés: Stade Umuganda) es el nombre que recibe un recinto deportivo de usos múltiples en Gisenyi, una localidad del país africano de Ruanda. Actualmente se utiliza sobre todo para los partidos de fútbol, en el nivel del clubes por Etincelles FC y los Marines Football Club de la Premier League de Ruanda. El estadio tiene una capacidad para 5.000 espectadores. El Stade Umuganda tiene un campo de césped artificial y un campo de entrenamiento también. Adicionalmente hay vestuarios de cuatro equipos , así como espacios vip y secciones para los medios. Este estadio fue sede del Grupo D de los partidos del campeonato africano de naciones de 2016. Se espera que se añada unos reflectores y un marcador .